# Popiel-Seebeck
Popiel-Seebeck, anfangs auch Seebeck-Popiel, zuletzt nur Popiel, war eine Gemeinde, die im 19. Jahrhundert im Südwesten des Kreises Fürstenthum in der preußischen Provinz Pommern bestand.
Die Gemeinde wurde nach 1846 aus Höfen und Landflächen gebildet, die bei der Separation der umliegenden Ortschaften abgetrennt wurden. Die von Sternin abgetrennten Vorwerke Groß Seebeck, Klein Seebeck und Eichhof sowie Knakenkaten und zwei weitere Holzwärterkaten wurden unter dem Namen Seebeck zusammengefasst. Die von Kölpin abgetrennten Höfe Braunshof und Henselskathen und die von Schmuckenthin abgetrennten Höfe Bastenkathen und Seehof wurden unter dem Namen Popiel zusammengefasst. Der Ortsname Popiel wurde von dem hiesigen Wald abgeleitet, welcher der Popiel hieß.  Die neue Gemeinde, die den Namen Popiel-Seebeck, anfangs auch Seebeck-Popiel, führte, umfasste zunächst ein Gebiet von 806 Hektar (Stand 1861) und zählte 131 Einwohner (Stand 1855). Die Einwohner lebten von Land- und Forstwirtschaft, wobei die Landwirtschaft aber unter den sandigen und unfruchtbaren Böden litt.
Vor 1864 wurde Seebeck aus der Gemeinde herausgenommen und benachbarten Gutsbezirken zugeteilt. Die verbleibende Gemeinde Popiel umfasste ein Gebiet von noch 235 Hektar (Stand 1864) und zählte 87 Einwohner (Stand 1871).
Um 1880 wurde die Gemeinde Popiel aufgelöst. Das Gemeindegebiet wurde später überwiegend aufgeforstet. Ein Teil des früheren Gemeindegebietes kam 1905 zu dem neugebildeten Forstgutsbezirk Sophienwalde, der bis 1928 bestand. Von 1928 bis 1945 gehörte das gesamte frühere Gemeindegebiet zu der Gemeinde Reselkow. Heute liegt es in Polen im Gebiet der Gmina Rymań.